# Semiduplex
O termo semiduplex é uma técnica desenvolvida a partir do conceito do planejamento em seção, que possibilita acesso a três diferentes apartamentos a partir de uma circulação coletiva chamados tipo A, B e C. O esquema que Niemeyer chamou de “semiduplex”  foi utilizado no projeto do Conjunto Habitacional J.K., sendo um reflexo da geometria estratificada de experiências anteriores, como o projeto do Hotel Quintandinha (1950, não construído).
Dentro dos apartamentos do Conjunto JK, diferentes configurações internas mostravam organizações inovadoras, que desde o próprio nome já se mostravam como sendo diferenciadas: o “semiduplex”
A partir desse tipo de geometria percebe-se a valorização das varandas proporcionando aos apartamentos uma para cada fachada. A varanda e um espaço de lazer e convívio dos moradores, e traz essa relação do ambiente intimo dentro de um apartamento e o contato externo com a paisagem.
Na seção transversal, as lajes de um lado da fachada aparecem deslocadas meio andar com respeito ao lado contrário. A circulação coletiva aparece a cada andar e meio, e  dá acesso a dois apartamentos, cada um formado por três andares. A geometria obriga que os corredores apareçam em posições alternadas na seção transversal, ora do lado esquerdo do eixo central, ora do lado direito, estando estes desprovidos de luz natural.
A seção  foi popularizada na Europa, sendo introduzido por Candilis, com a sucessiva construção da torre de Van den Broek & Bakema em Hansaviertel (Berlim do Oeste, 1957).